# Жак Ив льо Тумлен
Жак Ив льо Тумлен (на френски: Jacques-Yves Le Toumelin) е френски мореплавател и писател на произведения в жанра пътепис.

## Биография и творчество
Жак Ив льо Тумлен е роден на 2 юли 1920 г. в Париж, Франция, в семейство на моряци. Обучава се в Националната школа по навигация в Нант, където се научава на мореплаване. Завършва през 1941 г. и участва в риболовния сезон в Мавритания. Мечтаещ за пътуване по света прави първата си лодка „Le Tonnerre“, която е ужищожена от германците по време на окупацията. Насочва се към нов проект и прави яхтата „Курун“ (Гръм), която пуска на вода на 26 февруари 1948 г.
В периода 19 септември 1949 г. – 7 юли 1952 г. прави самостоятелна обиколка на света на платноходката си „Курун“. По време на обиколката прави междинни спирки на Канарските острови, Мартиника, на островите Галапагос, на Маркизките острови, Нова Гвинея, Реюнион, нос Добра надежда и на Света Елена. От Мароко до Таити плава заедно с фотографа Пол Фардж. Преживяванията си описва в пътеписа „Курун“ около света“. Историята му става класика за бъдещите амбициозни моряци. Яхтата „Курун“ е реставрирана през 1992 г. и участва в големи събития по крайбрежието.
През 1954-1955 г. прави последното си плаване до остров Доминика на Карибите.
Жак Ив льо Тумлен умира на 13 ноември 2009 г. в Бретан.

## Произведения
- KURUN autour du monde, 1949-1952 (1953)
„Курун“ около света, Държавно изд. Варна (1969), прев. Асен Дремджиев
- KURUN aux Antilles (1957)